# Град (Церклє-на-Горенськем)
Град (словен. Grad) — поселення в общині Церклє-на-Горенськем, Горенський регіон, Словенія. Висота над рівнем моря: 429,9 м.